# Scuderia del Passatore
La Scuderia del Passatore era una scuderia italiana, fondata nel 1972 a Lugo di Romagna.
Ha corso in Formula Italia dal 1972 al 1975 e in Formula 2 dal 1975 al 1979.

## Storia

### La Formula Italia
La scuderia venne fondata per far correre Massimo Ciccozzi, un promettente pilota italiano premiato col "Casco di Bronzo 1971" dal periodico Autosprint. In premio aveva ricevuto due motori Alfa Romeo per correre in Formula 3, perciò i fondatori della scuderia comprarono un telaio Brabham BT28.
Inizialmente si pensava di utilizzare il cavallino rampante del lughese Francesco Baracca, però era già utilizzato da Enzo Ferrari. Così si decise di utilizzare il logo del Passatore, concesso da Alteo Dolcini.
Successivamente la gestione passò a Giovanni Liverani e al figlio Franco, nati a Cotignola ma trasferiti a Lugo.
Nel 1972 Alteo Dolcini propose a Gian Carlo Minardi di assistere i Liverani, il quale accettò con entusiasmo. Gian Carlo decise di partecipare al campionato di Formula Italia oltre a quello di Formula 3. Nel campionato di Formula Italia del 1972 il team arrivò 2° con Giancarlo Martini, mentre l'anno successivo vinse il campionato. Nel 1974 Lamberto Leoni perse all'ultima giornata per via di una discussa bandiera nera.
Nel 1974, dopo il colloquio di Minardi con Enzo Ferrari, la scuderia poté disporre di una Ferrari 312 B3 con pezzi di ricambio. Inoltre fu permesso a Gian Carlo di testare sul Circuito di Fiorano.
Nel 1975 il proprietario della Everest, Angelo Gallignani, decise di sponsorizzare la scuderia, che da quell'anno corse sotto il nome di Scuderia Everest.
La Scuderia Everest venne iscritta al campionato di Formula 2 1975. Al posto dei telai Brabham vennero utilizzati dei telai March 742 con motore BMW.
Al termine della stagione 1979 Angelo Gallignani smise di sponsorizzare il team, inoltre Minardi aveva il desiderio di produrre le proprie auto in Italia. Così, il 21 dicembre 1979, venne presentato il Minardi Team, che prese il posto della Scuderia Everest in F2.

## Piloti
Dal 1972 al 1979 corsero 13 piloti:
- Giancarlo Martini (1972-1973-1974-1975-1976-1977)
- Massimo Ciccozzi (1972)
- Angelo Ancherani (1972-1973)
- Serafino Mammini (1972-1973)
- Benito Battilani (1972)
- Lamberto Leoni (1973-1974-1975-1976-1977)
- Filippo Niccolini (1976)
- Gianfranco Brancatelli (1977)
- Elio De Angelis (1977-1978)
- Miguel Ángel Guerra (1978-1979)
- Clay Regazzoni (1978-1979)
- Ferrante Ponti (1979)
- ? Josso (1979)